# Clichy, Hauts-de-Seine
Clichy là một Thành phố trong vùng đô thị Paris, thuộc tỉnh Hauts-de-Seine, vùng hành chính Île-de-France của nước Pháp, có dân số là 50.179 người (thời điểm 1999).

## Những người con của thành phố
- Rutebeuf, nhà thơ của thế kỷ 12
- Vinzenz của Paul, linh mục ở Clichy từ 1612 đến 1625.
- Gustave Eiffel, sống tại Clichy từ 1863.
- Léo Delibes, nhà soạn nhạc.
- Claude Debussy, nhà soạn nhạc.
- Georges Bizet, nhà soạn nhạc.
- Louise Joséphine Wéber, "La Goulue", nữ nghệ sĩ múa trong Moulin Rouge.
- Henri de Toulouse-Lautrec, họa sĩ.
- Henry Miller, nhà văn.
- Louis-Ferdinand Céline, nhà văn, sống từ 1927 đến 1929 tại Clichy.
- Marina Vlady, sinh năm 1938, nữ diễn viên.
- Pierre Bérégovoy, Bộ trưởng Bộ Ngoại giao
- Frédéric Chichin, sinh 1954 tại Clichy
- Jacques Delors, Bộ trưởng Bộ Tài chính 1983-1984.